# 693 до н. е.

## Події
- Вавилон: помер цар Нергал-ушезіб, наступним царем став Мушезіб-Мардук.

### Астрономічні явища
- 24 березня. Повне сонячне затемнення.[1]
- 17 вересня. Кільцеподібне сонячне затемнення.[1]

## Померли
- Нергал-ушезіб, цар Вавилону